# Crataegus shensiensis
Crataegus shensiensis — вид квіткових рослин із родини трояндових (Rosaceae).

## Біоморфологічна характеристика
Це кущ. Гілочки червонувато-коричневі молодими, темно-коричневі старішими, голі. Листки: ніжки листків 1.5–2.5 см, голі; пластини проксимальні зворотно-яйцюваті, а дистальні широко-яйцюваті чи довгасто-яйцюваті, 6–9 × 2.5–7.7 см, низ остюкуватий у пазухах, верх з кількома волосками вздовж жилок, основа клиноподібна чи заокруглена, край неправильно городчато-пилчастий, з 1 парою широко-яйцюватих чи довгасто-яйцюватих часточок, верхівка гостра чи загострена. Суцвіття — кілька-квітковий складний щиток, ≈ 4 см у діаметрі. Чашолистки трикутні чи ланцетні. Пелюстки круглі чи широко-яйцюваті, 5–7 мм. Тичинок 20.

## Ареал
Зростає в північно-центральному Китаї (Шеньсі).